# 寝覚物語絵巻

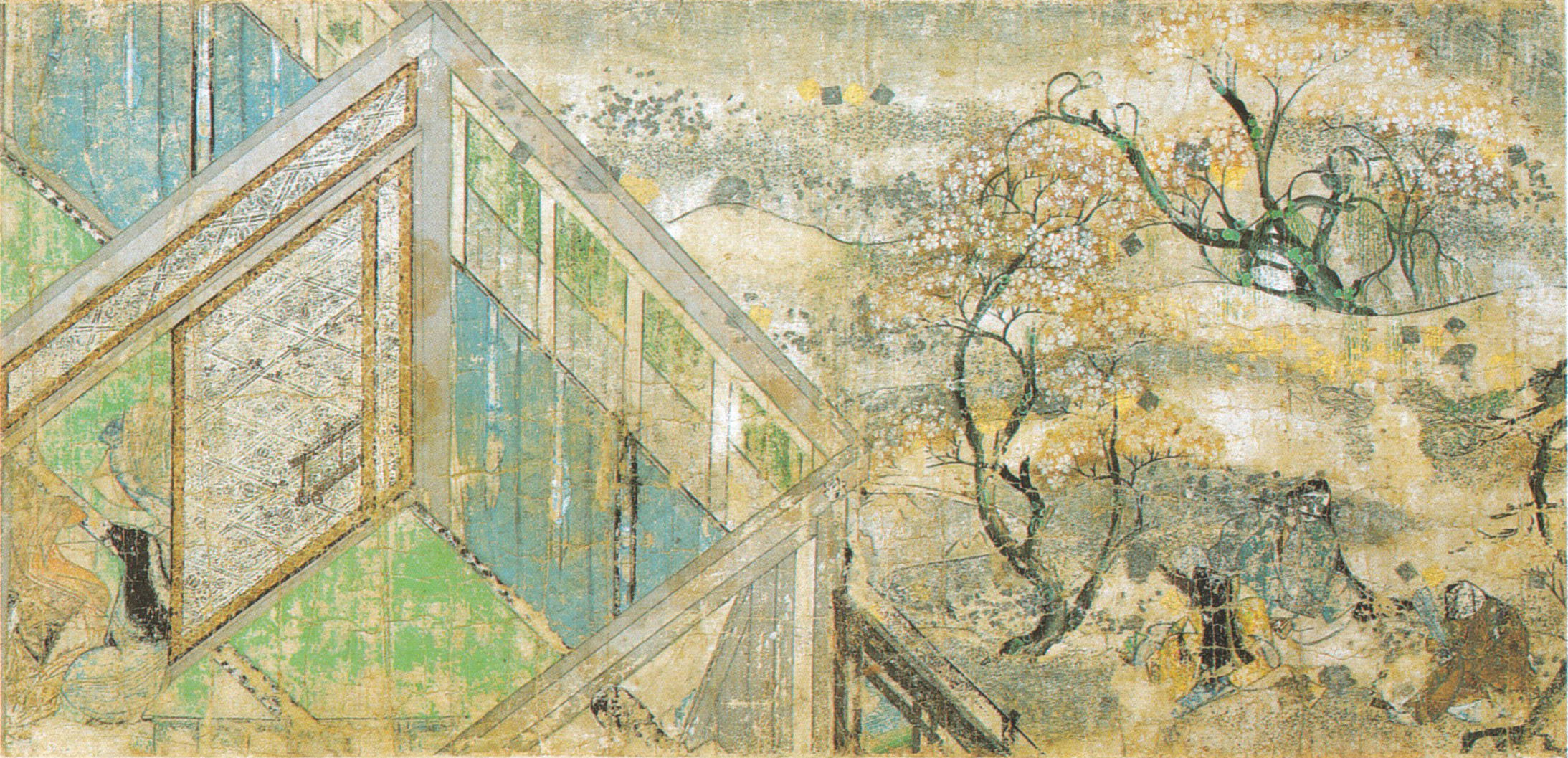
絵第1段

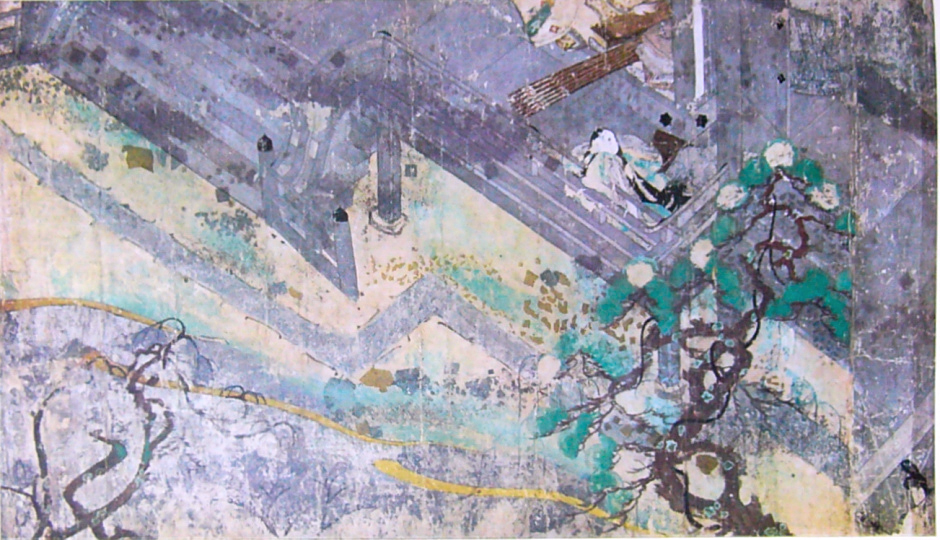
絵第2段。まさこ君が故左大臣の女御の邸を訪れる

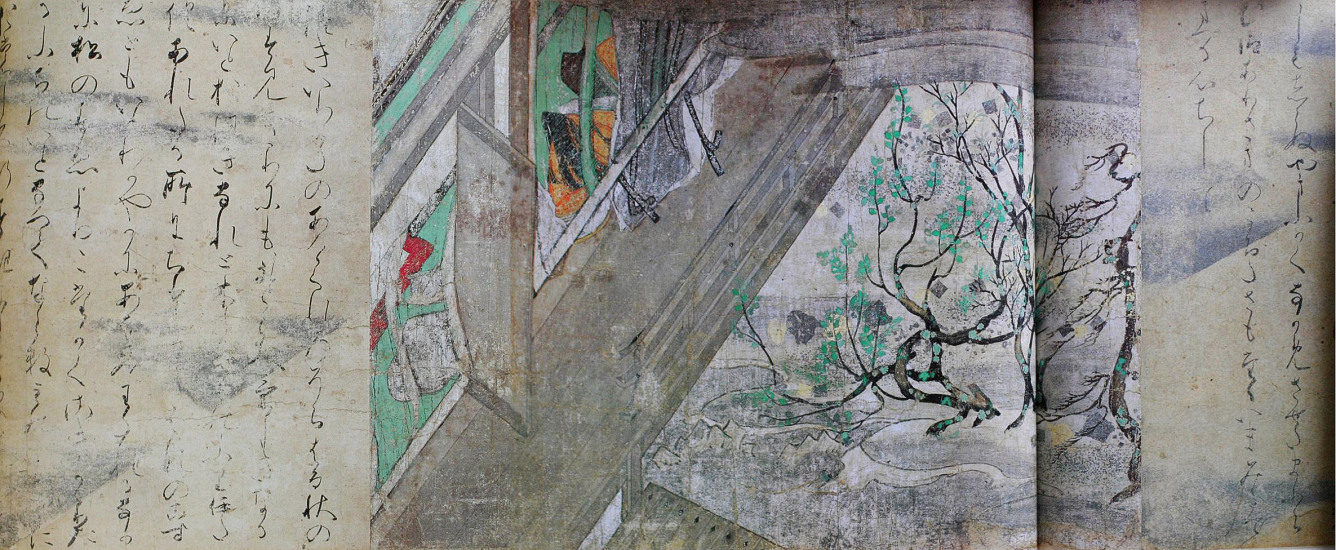
絵第3段。まさこ君が中納言君を訪れる

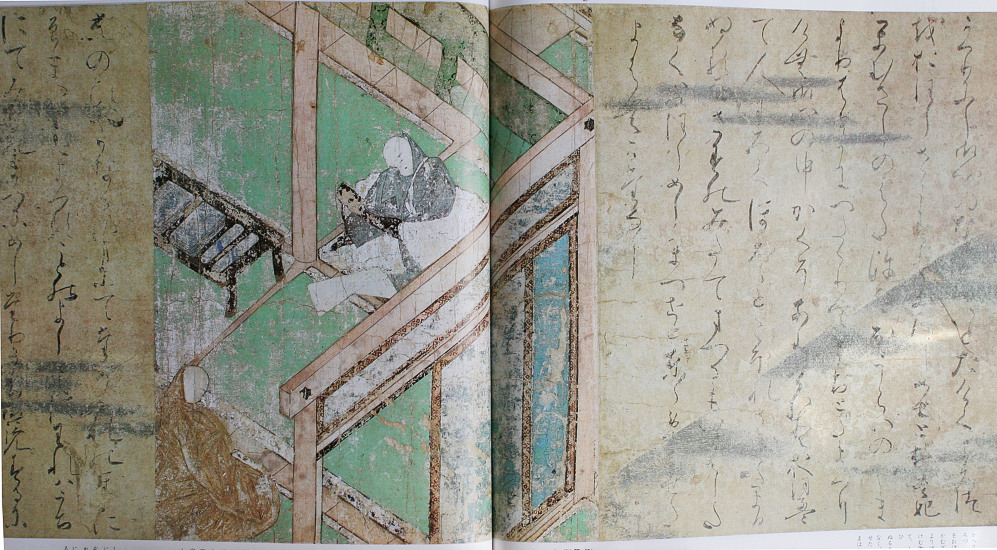
絵第4段。山の座主が冷泉院を訪れる

寝覚物語絵巻（ねざめものがたりえまき）は、平安時代末期（12世紀後半）の作と推定される絵巻。現存1巻。国宝。『夜半の寝覚』を絵巻物に制作（絵巻化）した作品であり、悲恋の物語を描いたとされる銀箔の美しい絵巻である。高25.8cm。彩色紙本。大和文華館蔵。
ただし完本ではなく極一部が残った零巻であり、『夜半の寝覚』の、現存しない後半の一部にあたる詞書4段、絵4段が残されている（絵の第3・4段は大きく切り取られている）。ただし、第一段の詞書と絵は内容が一致せず、別のものを組み合わせてしまったと考えられている。さらに、現存する他の絵と詞書の順序も間違って伝わったとみられるが、原文が残っていないため復元は困難である。池田洋子は、詞書が一致しない第一段の絵は最終場面の一場面であり、死にかけて蘇生した後出家した寝覚の上を関白が訪れた場面だと推測している。
『夜半の寝覚』のテキストとしても最古であるが、詞書の内容は伝本にない部分であり、失われた第五巻の後半と推定されている。このため、詞書と『無名草子』などを基に、失われた最終部分の復元が試みられている。